# Непедовка
Непе́довка (укр. Непедівка) — село на Украине, находится в Казатинском районе Винницкой области.
Код КОАТУУ — 0521485203. Население по переписи 2001 года составляет 956 человек. Почтовый индекс — 22123. Телефонный код — 4342.
Занимает площадь 18,285 км².
В селе действует храм Святителя Николая Чудотворца Казатинского благочиния Винницкой епархии Украинской православной церкви.

## Адрес местного совета
22123, Винницкая область, Казатинский р-н, с.Непедовка, ул.Гагарина, 31